# コメツキガニ
コメツキガニ（米搗蟹、Scopimera globosa）は、エビ目（十脚目）・スナガニ科に分類されるカニの一種。潮の引いた砂浜で見られる小型のカニである。
なお、ミナミコメツキガニはコメツキガニに似ているが、スナガニ科ではなくミナミコメツキガニ科に分類されている。

## 特徴
甲羅は甲長・甲幅とも10mmほどで、丸っこくて薄い。脚は甲幅よりも長い。背面の体色は灰色や褐色の地に黒や白の小さな斑点が散在するが、腹面や鋏の先端は赤紫色を帯びている。鋏部分は細く、先端が二又のフォークのようになっている。これは砂をすくうのに適した構造であり、はさまれてもあまり痛くはない。スナガニほどではないが、複眼が大きく飛び出す。
北海道南部から黄海沿岸、台湾、シンガポールまで、北西太平洋の熱帯・温帯域に広く分布する。
河口や内湾の砂浜に生息し、砂浜の潮間帯に深さ10-20cmほどの巣穴を掘る。潮が引いた砂浜に数mm-1cmほどの穴が多数あり、さらに穴の周りに数mmの砂団子が無数にあれば、そこはコメツキガニの生息地である。浅い水たまりのある区域では、決まった巣穴を持たず徘徊する個体もいる。スナガニと違い汚染の進んだ海岸にも生息するが、泥状の場所には生息しない。
昼間に潮が引くと巣穴から砂をかき出しながら現れ、活動を始める。体表の模様は砂浜に紛れる保護色となり、遠目には砂の塊が動いているようにも見える。驚くとすぐ巣穴に逃げ込むが、水たまりにいる個体はその場で身体をねじらせて砂に潜る。走って逃げ出す個体もいるが、中には他の個体の巣穴に逃げ込んで巣穴の主に追い出され、逃げまどうものもいる。ただし警戒心はスナガニほど強くなく、動かずに待っていると数分で姿を現す。
春から夏にかけては、オスが背伸びをして両方のはさみを振り下ろすウェービング（Waving）という求愛行動がみられる。この行動が臼と杵で米をつく動作に似ているため、和名の由来となった。
食物は砂中の有機物やプランクトンで、足元の砂を鋏脚でつまんで口に入れ、砂粒の中から餌を濾過摂食する。食物を濾した残りの砂は口の上部に丸く固め、鋏脚で切り取って足元に捨てる。これを繰り返すため、巣穴の周りには小さな砂団子が放射状に多数残される。
個体数が多く捕えるのも容易であるため、地域によってはクロダイ等の釣り餌に利用される。サイズがあまりにも小さいので、食用として利用することはない。